# Ham and Stone
Ham and Stone é uma paróquia e aldeia de Stroud, no condado de Gloucestershire, na Inglaterra. De acordo com o Censo de 2011, tinha 711 habitantes. Tem uma área de 17,91 km².